# لودوویک اوژه
لودوویک اوژه (فرانسوی: Ludovic Auger‎؛ زادهٔ ۱۷ فوریهٔ ۱۹۷۱) دوچرخه‌سوار اهل فرانسه است.